# John Law

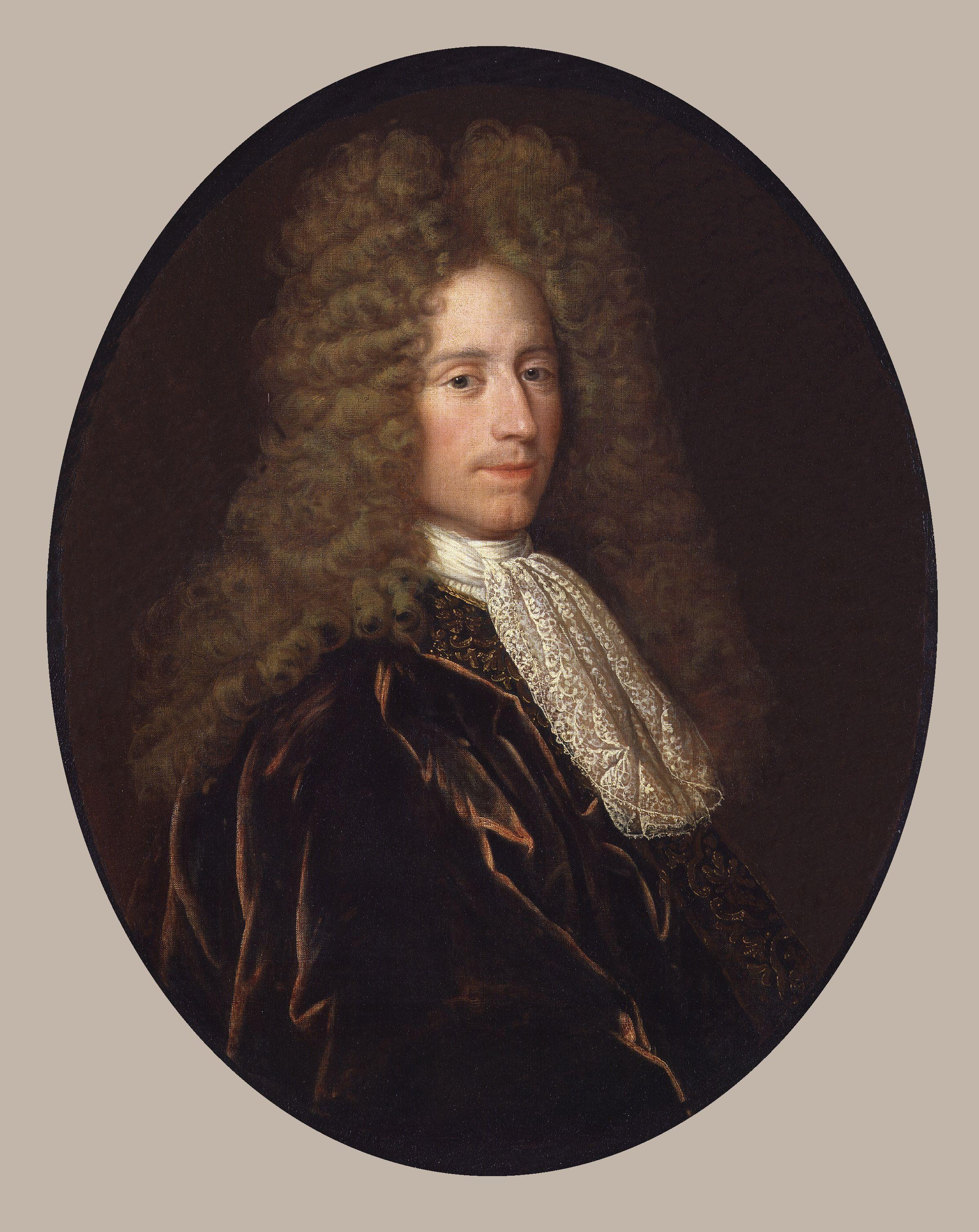
John Law

John Law (n. 21 aprilie 1671, Edinburgh - d. 21 martie 1729, Veneția) a fost un economist scoțian, care a introdus pentru prima oară biletele de bancă în Franța. Ideea lui a fost că banii sunt numai un instrument de schimb și ei nu constituie o bogăție. Bogăția națională depinde de comerț. John Law a fost creatorul noului schimb economic. El a deschis posibilitatea de a înlocui bani din metal și diferite chitanțe, cu bilete de bancă (bani din hârtie tipărită).

## Date biografice

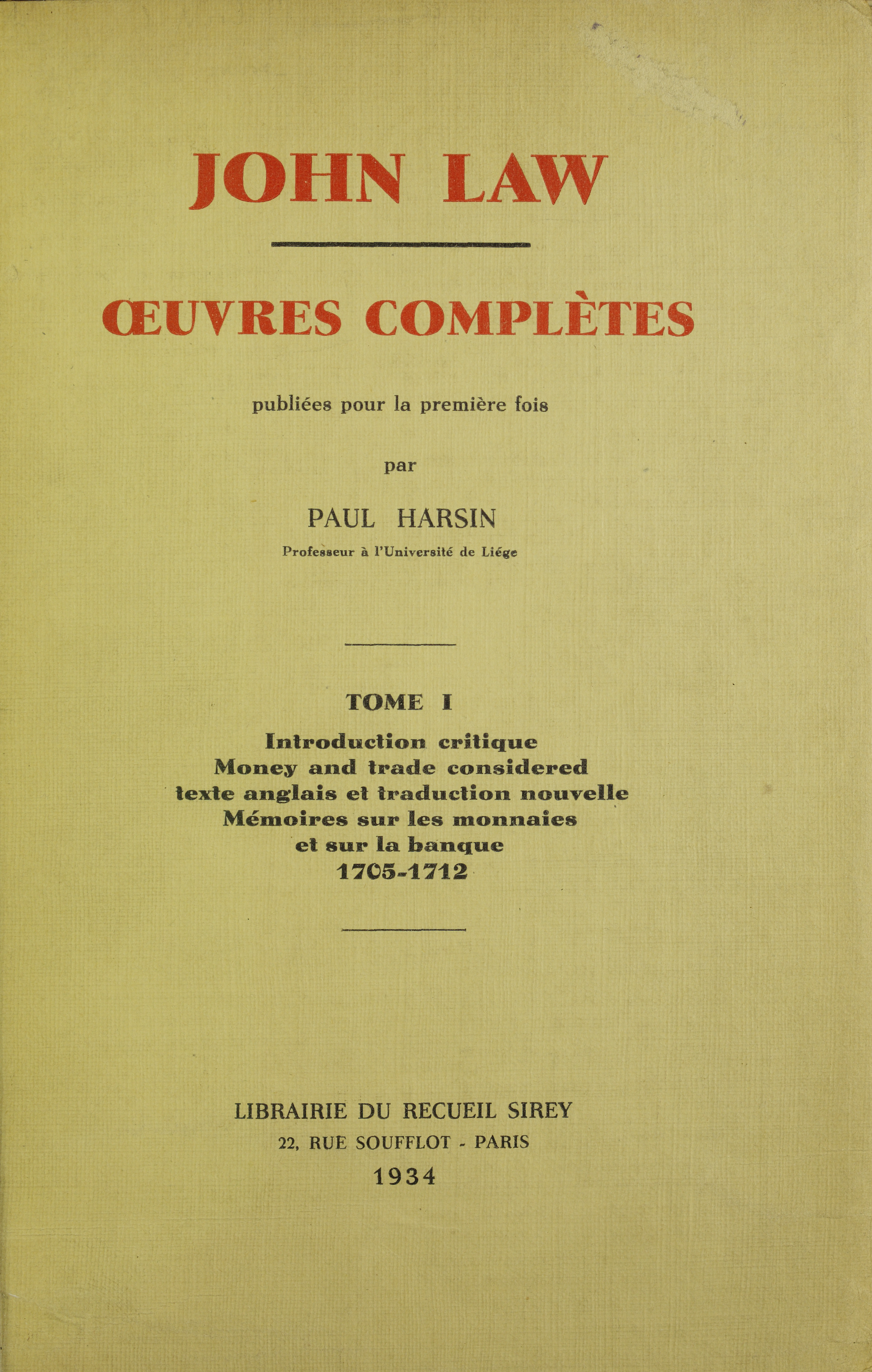
Money and trade considered, with a proposal for supplying the Nation with money', 1934

John Law a fost al cincilea copil din familia aurarului William Law din Edinburgh (Scoția). După studiile școlare și după decesul tatălui său, John Law a plecat în 1688, la Londra. La 17 ani a primit toată averea tatălui său. A fost un jucător de cărți, un charmeur pentru doamnele de societate și poseda capacități de calcul de memorie excepționale. La 9 aprilie 1694, în urma unui duel cu Eduard Wilson, în favoarea lui Elisabeth Villiers, mai târziu, contesa d'Orkney, a fost condamnat la moarte. Pentru faptul că a fost vorba numai de un homocid involuntar, i se comută pedeapsa în amendă. Fratele lui Eduard Wilson face apel, iar John Law este din nou condamnat, de data aceasta la închisoare. Reușește să fugă din închisoare și se retrage la Amsterdam (Olanda). Aici, începe studii economice. După terminarea studiilor, parcurge toată Europa, își prezintă ideile sale, dar peste tot este refuzat. Prin jocuri de noroc, își reface averea și în 1707 devine prieten al lui Philippe d'Orléans. În 1715, după moartea lui Ludovic al XIV-lea, își oferă serviciile sale de economist lui Philippe d'Orléans. În această perioadă datoriile statului francez erau enorme. Din cauza aceasta, Philippe d'Orléans urmează ideile lui John Law și îi permite să creeze Banca Generală, cu autorizație de a imprima bilete din hârtie contra monedelor de aur. În anul 1717 creează "Firma Occident", responsabilă de Lousiana Franceză. În 1718 devine director al Băncii Regale, cu garanția regelui. În 1719 "Firma Occident" absoarbe alte firme coloniale franceze, printre care și "Firma franceză a Indiei Orientale", devenind "Firma Perpetuală a Indiei". În 1720 urmează o fuziune între „Banca Regală” și "Firma Perpetuală a Indiei". În ianuarie 1720 John Law este numit Director General de finanțe. Scurt timp după numirea lui la 24 martie 1720, are loc prima criză economică și sistemul lui economic se prăbușește. Acționarii se prezintă să recupereze aurul, dar societatea nu-l mai posedă. Între Franța și Europa urmează o criză economică. Sub protecție oficială este obligat să se retragă în Veneția, fără copii și fără prietena lui Katherina (aceștia fiind obligați să nu părăsească Parisul). În toamna anului 1721, voiajează singur la Londra și revine în 1726 la Veneția. În urma unei pneumonii, moare la Veneția, departe de familia lui, în anul 1729.